# Loipersbach im Burgenland
Loipersbach im Burgenland é um município da Áustria localizado no distrito de Mattersburg, no estado de Burgenland.